# Tipula angulata
Tipula angulata là một loài ruồi trong họ Ruồi hạc (Tipulidae). Chúng phân bố ở vùng sinh thái Nearctic.